# Lorenzo Staelens
Lorenzo Staelens (* 30. duben 1964) je bývalý belgický fotbalista.

## Reprezentace
Lorenzo Staelens odehrál 70 reprezentačních utkání. S belgickou reprezentací se zúčastnil Mistrovství světa 1990, 1994, 1998.

## Statistiky
| Belgie | Belgie | Belgie |
| Roky   | Záp.   | Góly   |
| ------ | ------ | ------ |
| 1990   | 3      | 0      |
| 1991   | 3      | 0      |
| 1992   | 4      | 1      |
| 1993   | 6      | 0      |
| 1994   | 11     | 0      |
| 1995   | 8      | 0      |
| 1996   | 3      | 0      |
| 1997   | 6      | 5      |
| 1998   | 8      | 0      |
| 1999   | 11     | 1      |
| 2000   | 7      | 1      |
| Celkem | 70     | 8      |